# شاوکور
شاوکور (انگلیسی: Shawcor) شرکت خدمات نفتی کانادایی است، که در سال ۱۹۹۴ تأسیس شد.